# Vanessa Taylor
Vanessa Taylor (Washington D.C.) is een Amerikaans scenarioschrijfster en televisieproducente.

## Carrière
Vanessa Taylor werd geboren in Washington D.C. en groeide op in Oregon en Californië. Na college begon ze te werken bij een investeringsbank. Ze werd ook toegelaten tot de opleiding rechten van Universiteit van Californië in Los Angeles (UCLA), maar besloot uiteindelijk om eind jaren 1990 aan de slag te gaan als de assistente van televisiescenarist Rob Thomas.
Taylor werkte zich nadien in de televisiewereld op tot scenarioschrijfster. Ze maakte haar officieel debuut door een aflevering te schrijven voor de serie Cupid (1999). In de daaropvolgende jaren werkte ze ook mee aan series als Alias (2001) en Everwood (2002–2004). Daarnaast was ze ook een van de bedenkers van de dramareeks Jack & Bobby (2004–2005).
In 2012 schreef ze enkele afleveringen voor de populaire fantasyserie Game of Thrones en maakte ze met de romantische komedie Hope Springs haar filmdebuut. Nadien schreef ze samen met Evan Daugherty de sciencefictionfilm Divergent (2014), een verfilming van de jeugdroman Inwijding van schrijfster Veronica Roth.
In 2014 werd Taylor door regisseur Guillermo del Toro ingeschakeld om mee te werken aan het script voor de film The Shape of Water (2017). De fantasyfilm, die bekroond werd met onder meer de Oscar voor beste film, leverde Taylor een Oscar-, BAFTA- en Golden Globe-nominatie op.

## Filmografie

### Film
- Hope Springs (2012)
- Divergent (2014)
- The Shape of Water (2017)
- Hillbilly Elegy (2020)

### Televisie
- Cupid (1999)
- Gideon's Crossing (2000)
- Alias (2001)
- Everwood (2002–2004)
- Jack & Bobby (2004–2005)
- Tell Me You Love Me (2007)
- The Amazing Mrs. Novak (2009)
- Game of Thrones (2012–2013)

## Prijzen en nominaties
| Film / Videoclip          | Categorie                | Uitslag        |
| Academy Awards            | Academy Awards           | Academy Awards |
| ------------------------- | ------------------------ | -------------- |
| The Shape of Water (2017) | Beste originele scenario | Genomineerd    |
| BAFTA Awards              |                          |                |
| The Shape of Water (2017) | Beste originele scenario | Genomineerd    |
| Golden Globes             |                          |                |
| The Shape of Water (2017) | Beste scenario           | Genomineerd    |
| Emmy Awards               |                          |                |
| Game of Thrones (2012)    | Beste dramaserie         | Genomineerd    |
| Game of Thrones (2013)    | Beste dramaserie         | Genomineerd    |